# Kienrathing
Kienrathing ist ein Gemeindeteil der Gemeinde Buchbach im oberbayerischen Landkreis Mühldorf am Inn.

## Lage
Das Dorf Kienrathing liegt 4,5 Kilometer südöstlich von Buchbach in der Gemarkung Ranoldsberg.

## Geschichte
Das Dorf wurde im Urbar des Klosters Au am Inn im Jahre 1205 unter der Bezeichnung Chunraechinge erstmals erwähnt. Franz von Kienrathing war 1467 Zechpropst der Kirche Ranoldsberg und 1485 Zechpropst der Sebastianibruderschaft in Ranoldsberg. Der Hof Ebner (bzw. Edtmayr, Kienrathing 5) wurde im Urbar von 1205 miterwähnt. Weitere alte Höfe sind Franz (Kienrathing 6, seit 2. Hälfte des 14. Jahrhunderts), Schusterhaus (Kienrathing 7, seit 1793) und Bauer (Kienrathing 8/10, seit 2. Hälfte des 14. Jahrhunderts).

## Denkmalschutz

Herz-Jesu-Kapelle, Innenansicht

Die Kapelle ist ein neugotischer Bau mit Dachreiter, der im Jahr 1910 vom Ehepaar Limmer erbaut worden ist. Auf dem Altar steht mittig eine Herz-Jesu-Statue, begleitet von einer Marien- und einer Johannesfigur. An den Wänden hängen mehrere Gemälde, unter anderem ein Dreifaltigkeitsbild. Die Kapelle steht unter Denkmalschutz und ist in die Liste der Baudenkmäler eingetragen.

## Bevölkerungsentwicklung
Um 1950 gab es in Kienrathing 53 Einwohner. Im Mai 1987 lebten dort 32 Einwohner in zehn Wohngebäuden, von denen eines in zwei Wohnungen aufgeteilt war.
| Jahr      | 1950 | 1970 | 1987 |
| Einwohner | 53   | 37   | 32   |